# مرگن وسط
مرگن وسط، روستایی از توابع بخش قره قویون شهرستان شوط و در استان آذربایجان غربی کشور ایران است. این روستا به همراه روستاهای مرگن قدیم، مرگن اسماعیل‌کندی و مرگن عزیزآباد تجمیع و به شهر مرگنلر ارتقا یافت.

## جمعیت
این روستا در دهستان قره قویون جنوبی قرار داشته و بر اساس سرشماری سال ۱۳۸۵ جمعیت آن ۷۴۰نفر (۱۷۰ خانوار) 
بوده است.